# Gonsalvo di Amarante
Beato Gonsalvo di Amarante, o anche Gundislavo o Gonzalo (Vizela, ... – Amarante, 1259 o 1262), è stato un presbitero portoghese, venerato come beato dalla Chiesa cattolica.
Apparteneva al clero secolare, prima di entrare nell'Ordine dei frati predicatori (domenicani).

## Biografia
Gonsalvo nacque a Tagilde, piccola località vicina a Vizela in Portogallo, da una famiglia illustre. Egli venne iniziato al sacerdozio dall'arcivescovo di Braga, suo vescovo, che presto lo nominò parroco, la chiesa di san Pelagio su Viscella. Il futuro beato andò in seguito in pellegrinaggio in Terra santa e a Roma per 14 anni; al suo ritorno nella sua parrocchia, il vicario a cui essa era stata affidata durante l'assenza di Gonsalvo lo respinse con minacce e maleducazione, per cui divenne eremita, ritirandosi presso Amarante. Dopo del tempo chiese alla Vergine Maria un segno del divino consenso, e la Madonna gli apparve, ordinandogli di diventare religioso dell'Ordine il cui piccolo ufficio iniziava e finiva con un Ave Maria; Gonsalvo allora bussò alla porta dei Frati Predicatori di Guimares, e divenne domenicano. Finito il Noviziato, venne fatto tornare ad Amarante dai suoi superiori, dove compì un'opera di evangelizzazione e fece costruire un ponte sul fiume Tamega, aiutando i viandanti a superare un tratto pericoloso del corso del fiume. Morì ad Amarante nel 1259 o nel 1262, circondato dal suo popolo, andato al suo "capezzale" per ricevere un'ultima benedizione.

## Culto
La salma di Gonsalvo di Amarante si trova in una cappella di Amarante. Per il Portogallo, la Messa e l'Ufficio propri vennero concessi nel 1560, da papa Pio IV; ciò venne esteso il 10 luglio 1671 da papa Clemente X a tutto il mondo.
Il breviario definisce Gonsalvo "illustre specchio dei pellegrini, degli anacoreti e dei predicatori", mentre così lo ricorda il Martirologio Romano:
(Martirologio Romano)